# MDK w Częstochowie
Miejski Dom Kultury w Częstochowie (MDK w Częstochowie) – instytucja kultury w Częstochowie, powołana uchwałą Rady Miasta Częstochowy VI kadencji na XXXVIII sesji zwyczajnej z dniem 1 stycznia 2014 roku. 
Dyrektorem od czasu powołania Miejskiego Domu Kultury w Częstochowie jest Paweł Musiał. 

## Główna siedziba

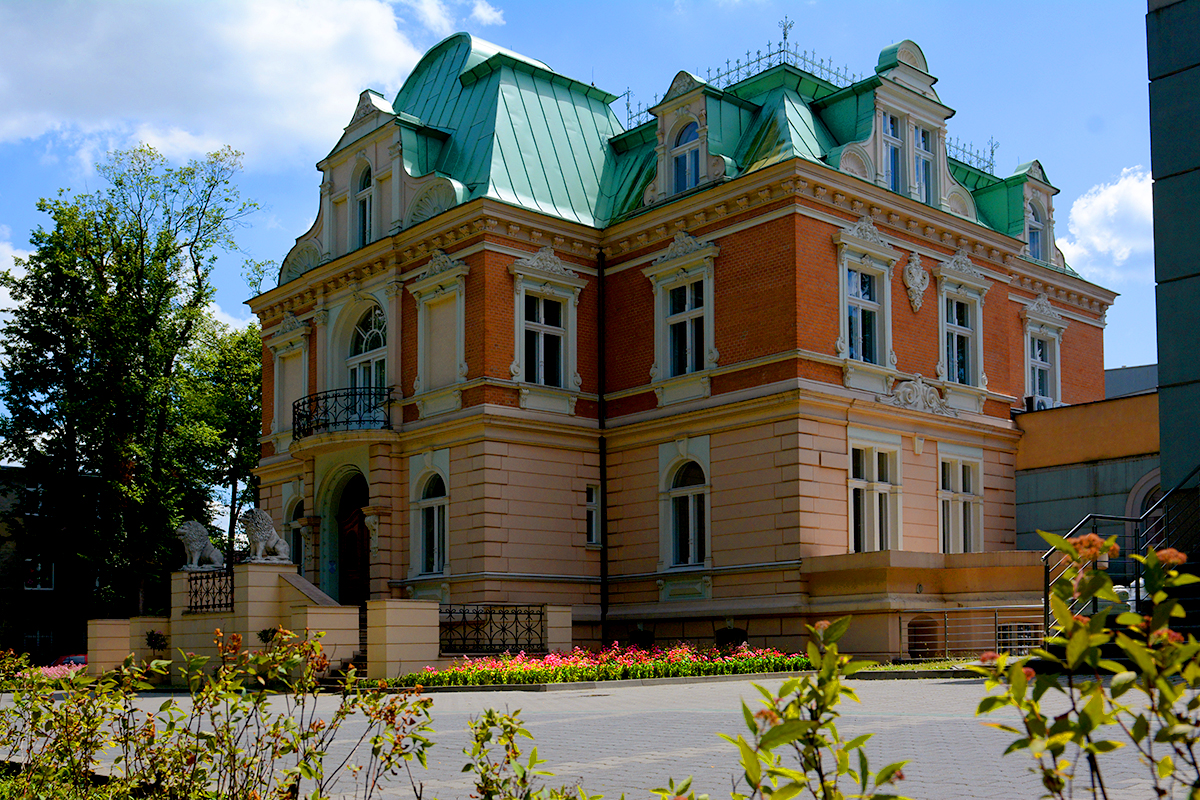
Siedziba Miejskiego Domu Kultury w Częstochowie

Miejski Dom Kultury (MDK) jest administratorem zespołu budynków przy ulicy Łukasińskiego 50/68 oraz przy ulicy Spadzistej 13. Główny budynek to objęty ochroną ponad stuletni pałacyk Bernarda Hantkego na Rakowie, siedziba dawnego właściciela Huty Częstochowa. 
W latach 70. XX wieku do obiektu dobudowano salę widowiskową na 417 miejsc oraz krytą pływalnię z brodzikiem dla dzieci. Wraz z rozpoczęciem działalności Miejskiego Domu Kultury, w 2014 roku utworzono saunę suchą w części basenowej, a także uruchomiono studio nagrań.  
Całość obiektów otoczona jest półtora hektarowym parkiem. MDK jest otwarty na potrzeby wszystkich mieszkańców, zarówno dzieci jak i dorosłych. Stara się zwiększać ofertę, zmieniając rodzaj, charakter i formy pracy w coraz liczniejszych pracowniach. Wszystko to dokonuje w oparciu o aktualne, twórcze potrzeby uczestników. Zadaniem jest proponowanie uczestnikom nowych, atrakcyjnych form zajęć oraz ciekawa oferta kulturalna. 

## Identyfikacja wizualna
Punktem wyjścia do projektu znaku graficznego dla MDK w Częstochowie był budynek Miejskiego Domu Kultury i jego historia. Pierwszym właścicielem i inicjatorem budowy pałacyku był Bernard Hantke, polski przemysłowiec żydowskiego pochodzenia, założyciel Huty Częstochowa. Hantke jest zdecydowanie jedną z ważniejszych postaci w historii Miasta Częstochowy a szczególnie dzielnicy Raków na terenie której znajduje się pałacyk.

## Wydarzenia kulturalne
Mieszkańcy mogą uczestniczyć w różnorodnych zajęciach:
- nauki i doskonalenia gry na instrumentach
- wokalnych
- choreograficznych
- plastycznych
- fotograficznych
- teatralnych
- kroju i szycia
- modelarstwa
- ceramicznych
- gimnastyki relaksacyjnej, korekcyjnej, aqua aerobicu i nauki pływania

W MDK działa Zespół Pieśni i Tańca „Częstochowa”.
Instytucja organizuje szereg imprez artystycznych, podczas których gości wiele osobistości ze świata rozrywki, kultury i sztuki. Wśród nich znaleźli się m.in. Jan Nowicki, Tomasz Stockinger, Jerzy Połomski, Piotr Szczepanik, Halina Kunicka, Grażyna Łobaszewska, Anna Samusionek, Ewa Bem, Ewa Farna, Martyna Jakubowicz, Siggy Davis, Rudi Schuberth, Wojciech Gąssowski, Bohdan Łazuka, Kazimierz Kowalski, Olek Klepacz, Jacek Pałucha, Wojciech Turbiarz, Andrzej Rosiewicz, Krystyna Giżowska, Krystyna Prońko, Hanna Banaszak, Alicja Majewska, Andrzej Rybiński, Włodzimierz Korcz, Zbigniew Wodecki, Zygmunt „Muniek” Staszczyk, Janusz Szrom, Bilguun Ariunbaatar, Arkady Paweł Fiedler, Michał Kempa, Krzysztof Baranowski, Bogumiła Wander, zespół KOMBI, Paweł Kukiz, Don Vasyl, Janusz „Yanina” Iwański, Edyta Geppert, Katarzyna Skrzynecka, zespół folklorystyczny „Primorsko”, zespoły „Golec uOrkiestra”, "Enej", "Rezerwat", "Kobranocka", "Golden Life", "Róże Europy", "Sztywny Pal Azji", "Jary Oddział Zamknięty", "Universe", "Chłopcy z Placu Broni", "Gang Marcela", "2plus1". Podczas wizyt ciekawych osób dokumentowany jest ich pobyt w obiekcie. Stworzona jest „Ściana Gwiazd” na której prezentowane są plakaty z wizerunkami gości i ich dedykacje z autografami.
Od 2020 roku, w związku z ograniczeniami wynikającymi z zagrożeniem epidemiologicznym, Miejski Dom Kultury w Częstochowie organizuje koncerty online, które można oglądać z każdego miejsca na Ziemi przy użyciu platformy facebook, na stronie: @MDKwCzestochowie oraz na kanale YouTube: mdkwczestochowie.
Instytucja stara się integrować mieszkańców poprzez organizowanie bezpłatnych imprez np. festynów- zarówno na terenie obiektu jak i w innych częściach miasta. Uczestniczy w miejskich przedsięwzięciach, m.in. Nocy Kulturalnej, Dniach Europejskich, Dniu Papieskim, Senioraliach, Aleje, tu się dzieje.
Miejski Dom Kultury w Częstochowie realizuje szereg projektów mających na celu dokumentację życia kulturalnego i społecznego w Częstochowie. Jednym z nich jest przeprowadzanie wywiadów z ciekawymi ludźmi z Częstochowy, regionu i Polski oraz publikowanie ich w Internecie  (YouTube: Miejski Dom Kultury Częstochowa), a także udostępnianie tych materiałów lokalnym mediom (TV Orion).
Miejski Dom Kultury w Częstochowie prowadzi także działalność wydawniczą. Z inicjatywy instytucji wydano m.in. płytę CD uczestniczki zajęć wokalnych, Adrianny Noszczyk pt.: „Bal u Posejdona”, płytę winylową częstochowskiego zespołu „Ampera”, pakiet promocyjny wydany z okazji 40-lecia istnienia Zespołu Pieśni i Tańca „Częstochowa” (album, płyta CD, płyta DVD), książkę podróżniczą Arkadiusza Pawełka pt.: „Horn”.

### Częstochowski Festiwal Podróżniczy "Za Horyzontem"
Częstochowski Festiwal Podróżniczy “Za Horyzontem” powstał z inicjatywy dyrekcji Miejskiego Domu Kultury w roku 2014. Celem Festiwalu jest propagowanie wiedzy o innych kulturach, narodach, przyrodzie oraz szeroko pojęte poznawanie świata. Wiosną każdego roku zapraszani są podróżnicy z całego kraju, którzy opowiadają o swoich wyprawach. Jest to pierwsza tego typu impreza w Częstochowie organizowana w sposób regularny i z takim rozmachem. Festiwal trwa przez dwa dni podczas których, oprócz prelekcji zaproszonych gości, organizowane są wystawy fotograficzne z podróży, koncerty, filmy podróżnicze, konkursy. Podczas dotychczasowych edycji gościliśmy znane osobistości, m.in. Krzysztofa Baranowskiego, Bilguuna Ariunbaatara, Arkadego Pawła Fiedlera, Jacka Pałkiewicza, Arkadiusza Pawełka, Janusza Darocha, Przemysława Kossakowskiego, Mirosława Hermaszewskiego, Krzysztofa Wielickiego. Festiwal cieszy się dużą popularnością zarówno wśród mieszkańców Częstochowy jak i całego regionu. Jest to jeden z nielicznych tego typu Festiwali, gdzie uczestnictwo w nim jest nieodpłatne.

## Współpraca
W ramach współpracy z Wydziałem Edukacji Urzędu Miasta odbywają się zajęcia na krytej pływalni w ramach programu Powszechnej Nauki Pływania dla uczniów klas drugich szkół podstawowych w Częstochowie. W MDK działa galeria, w której prezentowane są m.in. wystawy fotograficzne, plastyczne, architektoniczne, a także odbywają się koncerty kameralne. W okresie ferii zimowych oraz wakacji organizowane są warsztaty o różnorodnej tematyce. Dla zainteresowanych osób cyklicznie odbywają się spotkania, np. szachowe, warcabowe, tańca irlandzkiego, podróżnicze.

### Dom Kultury wPrimorsku
Miejski Dom Kultury w Częstochowie podjął współpracę międzynarodową z Domem Kultury w Primorsku w Bułgarii. Współpracuje z licznymi stowarzyszeniami i innymi organizacjami pożytku publicznego, a także z instytucjami kultury na terenie Polski i miasta. Organizuje szereg imprez o charakterze regionalnym i ogólnopolskim, m.in. „Szlakiem Orlich Gniazd”, „Parki narodowe w Polsce oraz gatunki zwierząt i roślin chronionych”, „Zdjęcie z tostera”, „Mój mistrz”, „Ciepło- zimno”, „Zdjęcie z podróży”.